# Костадин Кирлиев
Костадин (Константин, Дино) Наков Кирлиев е български революционер, деец на Вътрешната македоно-одринска революционна организация (ВМОРО).

## Биография
Роден е в 1882 или 1883 година в българския южномакедонски град Кукуш, тогава в Османската империя, днес Килкис, Гърция, в семейството на Нако и Мария Кирлиеви. Негови по-големи братя са Димитър (Мицо) Кирлиев и Илия Кирлиев, сестра е Слава Кирлиева, учителка.
Завършва френското католическо училище в Солун. Влиза във ВМОРО в 1900 година и действа като легален деец до 1903 година, когато става нелегален. Включва се в сборната кукушка чета на Кръстю Асенов, участва в сраженията при село Грамадна и при Арджанското езеро, след това е в четата на Аргир Манасиев и се сражава в голямата битка в планината Гяндач, при село Клисура, Тиквешко и други.
След амнистията от 1904 година се завръща в родния си град, легализира се и продължава дейността си във ВМОРО. През 1904 година на Арджанския конгрес е избран за член на околийския революционен комитет в Кукуш. Следващата година е в ръководния орган на град Кукуш. През 1907 година е арестуван заедно с други революционери, лежи в солунския затвор Еди куле, осъден е на вечен затвор След Хуриета (1908) е освободен и при създаването на Народната федеративна партия и нейна организация в Кукуш се включва в нея заедно с Туше Делииванов, Христо Янков, Христо Влахов и другите активисти на Вътрешната организация. Продължава легалната борба до идването на българските войски в Кукуш. След опожаряването на града от гърците през Междусъюзническата война се преселва в Свободна България.
На 29 април 1943 година, като жител на София, подава молба за българска народна пенсия, която е одобрена и пенсията е отпусната от Министерския съвет на Царство България.
- Семейството на Нако Кирлиев при българското екзархийско преброяване в Кукуш, 1906/1907
- Семейството на Нако-Кирлиевия син Илия при българското екзархийско преброяване в Кукуш, 1906/1907
- Революционна автобиография на Дино Кирлиев, подписана от Туше Балтов, Милан Танчев и Дино Т. Балтов, с. 1
- Революционна автобиография на Дино Кирлиев, подписана от Туше Балтов, Милан Танчев и Дино Ст. Балтов, с. 2